# Wael Sulaiman Al-Habashi
Wael Sulaiman Al-Habashi (in arabo وائل سليمان أحمد المحيسن الحبشي‎?; 24 agosto 1964) è un ex calciatore kuwaitiano, di ruolo centrocampista.
Con la Nazionale kuwaitiana ha disputato 109 partite.

## Palmarès
- Campionato kuwaitiano: 1

Al Jahra: 1989-1990